# Moina macrocopa
Moina macrocopa (лат.) — вид планктонных ракообразных из надотряда ветвистоусых (Cladocera). Планктонные фильтраторы.

## Строение
Мелкие раки с выраженным половым диморфизмом: длина самок до 1,35 мм, самцов — до 0,6 мм. Голова крупная, отделена от туловища спинной выемкой. И самки, и в особенности самцы самцы обладают развитыми, подвижными антеннами I. Антенны II плавательные, с мощным основанием. У самцов глаз очень крупный, занимает всю переднюю часть головы. Пять пар грудных конечностей богато опушены щетинками.

## Распространение
Моины распространены во всех зоогеографических областях. Встречаются во многих водоемах: от озер до луж. Наибольшего же количества особей достигают в прудах, которые загрязнены органическими веществами. Для данной группы животных свойственна толерантность к определенной концентрации токсических веществ, благодаря чему моины активно развиваются в городских очистных сооружениях.

## Размножение и жизненный цикл
При температуре 20 °С созревают около пяти суток. Длительность жизни рачка — две-три недели, редко до двух месяцев, в течение этого времени он многократно дает новые генерации, насчитывающие до 30 эмбрионов, с интервалом в два-три дня. Самцы и эфиппиумы появляются при неблагоприятных условиях (уменьшение корма, падение температуры, перенаселение и т. д.) обычно перед пересыханием лужи (основные места обитания) или осенью с похолоданием.

## Аквакультура
Моины имеют ряд полезных биологических свойств, что делает их востребованными в аквакультуре.
Для видов рыб с крупным новорождённым мальком эти ракообразные являются «стартовым» кормом, а для мелких могут быть основным кормом при выращивании молоди после «старта» на инфузории и науплиях (то есть примерно от 1-2 недель до 3-4 месяцев. Важнейшая особенность моин состоит в том, что они относятся к наиболее быстро размножающимся ракообразным, цикл их жизни короткий, и они могут существовать при сравнительно высоких плотностях. Так, при создании оптимальных температурно-кормовых условий можно добиться «вспышки» культуры до 100-кратного роста биомассы за 5 дней. После достижения популяцией некоторого максимума культура моины требует «перезарядки», так как в противном случае быстро (за 1-2 дня) угасает, иногда вплоть до полного исчезновения.